# Kanzapelda
Kanzapelda (en russe : Канзапе́льда) est un hameau inhabité russe de la municipalité de Tchekouïevo du raïon d'Onega dans l'oblast d'Arkhangelsk. 

## Géographie
Kanzapelda est située dans le nord-ouest de l'oblast d'Arkhangelsk, un sujet de Russie européenne qui fait partie du district fédéral du Nord-Ouest. La localité est incluse dans la dans la municipalité de Tchekouïevo, avec Tchekouïevo comme chef-lieu, au sein du raïon d'Onega, un des raïons de l'oblast, avec la ville d'Onega comme centre administratif. 
Kanzapelda, comme tout l'oblast d'Arkhangelsk, est située dans le fuseau horaire MSK (heure de Moscou). Le décalage horaire appliqué par rapport au temps universel coordonné est +03:00.

## Démographie
Recensements (*) ou estimations de la population,,,,:
| 2002* | 2010* | 2012 | 2021* |
| ----- | ----- | ---- | ----- |
| 0     | 1     | 0    | 0     |

## Culture locale et patrimoine

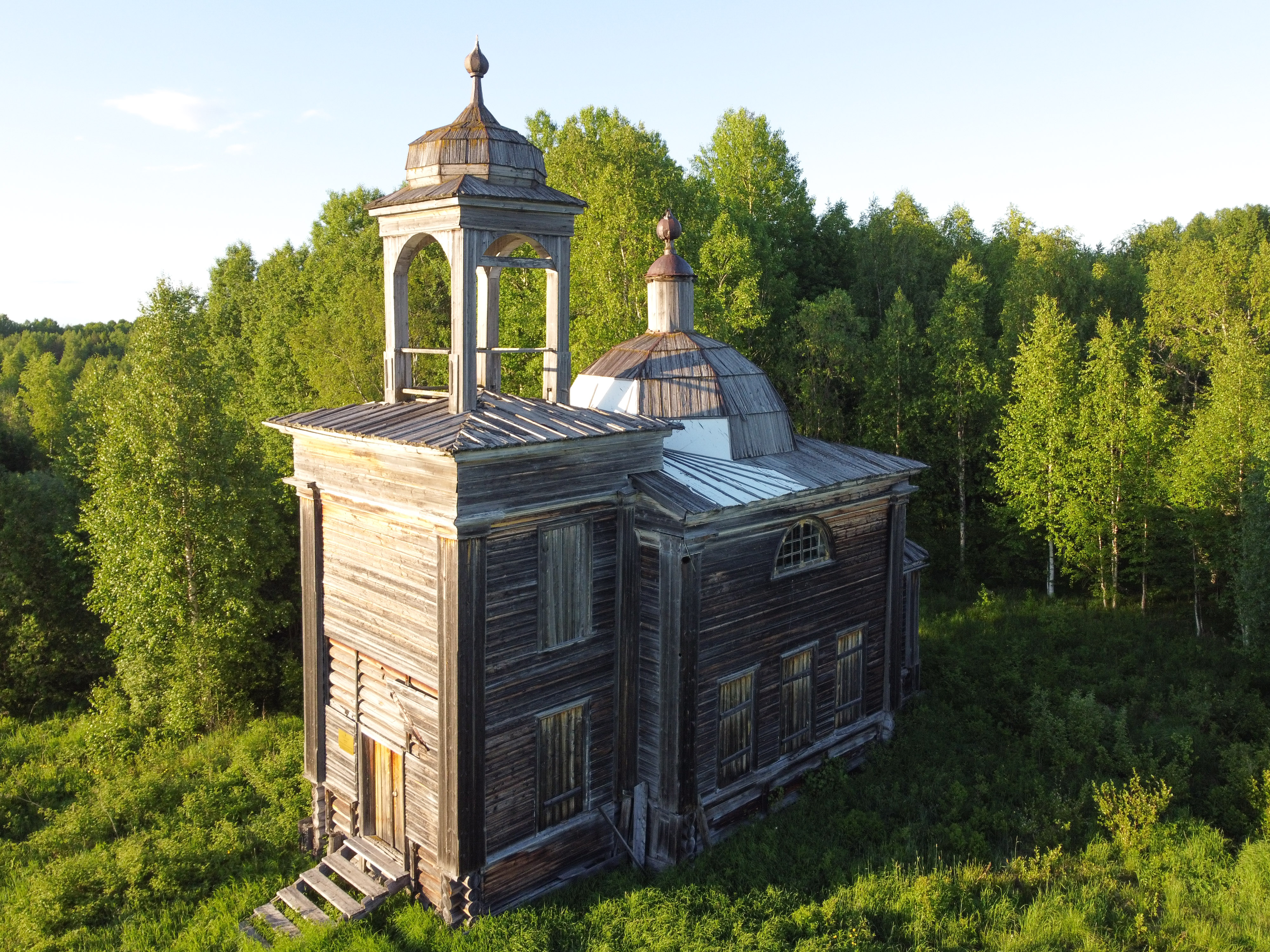
L'église des Saints-Cyr-et-Julitta.

Le hameau possède l'église des Saints-Cyr-et-Julitta, construite en 1847, qui est classée comme objet patrimonial culturel de Russie d'importance régionale sous le no 291510268300005 depuis 1990.